# Рямовая (Новосибирская область)
Рямовая — исчезнувшая деревня в Венгеровском районе Новосибирской области России. На момент упразднения входила в состав Туруновского сельсовета. Исключена из учётных данных в 1968 году (по другим сведениям в 1984 году).

## География
Располагалась на северном берегу озера Аранкуль, в 10 км к северу от села Усть-Ламенка.

## История
Деревня была основана в 1796 году, ссыльными литовцами участниками Польского восстания под руководством Тадеуша Костюшко. В 1928 году деревня состояла из 136 хозяйств. В административном отношении являлась центром Рямовского сельсовета Спасского района Барабинского округа Сибирского края. В деревне располагались школа 1-й ступени и маслозавод. В 1929 году была образована сельхозартель (колхоз) им. Крупской. В начале 1950-х годов колхоз им. Крупской был объединен с колхозом «Красная заря» д. Усть-Ламенка в колхоз им. Ворошилова. А в 1952 году и центр сельсовета был перенесен в Усть-Ламенку. С того времени деревню постепенно начинает покидать население. По хозяйственным книгам деревня значилась до 1963 г., но окончательно покинута в 1984 г.
Решением Новосибирского облисполкома от 31.12.1968 г. деревня исключена из учётных данных.

## Население
По переписи 1926 г. в деревне проживало 655 человек (315 мужчин и 340 женщин), основное население — литовцы.